# Hartog Hamburger
Hartog Hamburger (Amsterdam, 20 maart 1887 - aldaar, 10 oktober 1924) was een Nederlands diamantslijper en honkballer.
Hamburger speelde jarenlang honkbal bij OVVO te Amsterdam dat destijds uitkwam in de Eerste klasse, destijds het hoogste Nederlandse niveau. Tijdens een wedstrijd op 9 oktober 1924 kreeg hij als veldspeler een geslagen linedrive tegen het hoofd. Hij raakte een dag later thuis in coma en overleed daarna. Hamburger was de vader van de verzetsstrijder en overlevende van Auschwitz, Max Hamburger.